# Korovníkovití
Korovníkovití (Bostrichidae) neboli skrytohlavcovití jsou čeleď brouků.

## Popis a výskyt
Brouci jsou dlouzí 2–18 mm, hnědí až černí, příp. dvoubarevní (černí a červení). Tvar těla je válcovitý (připomínají kůrovce nebo červotoče). Hlavu mají vtaženou pod štít, tykadla jsou většinou desetičlenná a jsou zakončena tříčlennou paličkou.
Brouci žijí ve dřevě, některé druhy v obilných skladech. Patří k dlouhověkým broukům.
Celosvětově je známo asi 700 druhů, nejvíce jich žije v tropech. Řada druhů byla se dřevem rozvlečena po světě. Počet druhů žijících v Evropě se liší podle toho, zda se zavlečené druhy řadí, nebo neřadí do faunistických seznamů. Do Evropy je občas zavlékán i Bostrychoplites cornutus, zajímavý svými štítovými výběžky.

### Výskyt v Česku
Do čeledi korovníkovitých patří např. korovník dubový (Bostrichus capucinus), korovník révový (Psoa viennensis) a hrbohlav parketový (Lyctus linearis). Do Čech a na Moravu byl zavlečen např. 4–5 mm velký hrbohlav hnědý (Lyctus brunneus) nebo 2–3 mm velký korovník obilní (Rhyzopertha dominica) z podčeledi Dinoderinae.

## Taxonomie
Podřízené taxony (podčeledi):
- Bostrichinae (Latreille, 1802)
- Dinoderinae (Thomson, 1863)
- Dysidinae (Lesne, 1921)
- Euderinae (Lesne, 1934)
- Lyctinae (Billberg, 1820) – hrbohlavové
- Polycaoninae (Lesne, 1896) – některými autory považována za samostatnou čeleď[1]
- Psoinae (Blanchard, 1851)

## Fotogalerie

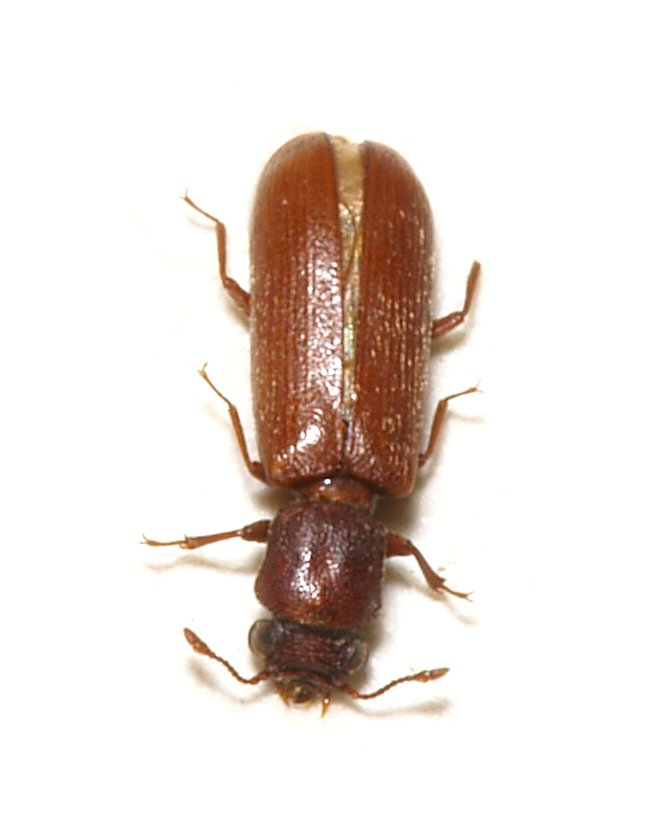
hrbohlav hnědý (Lyctus brunneus)
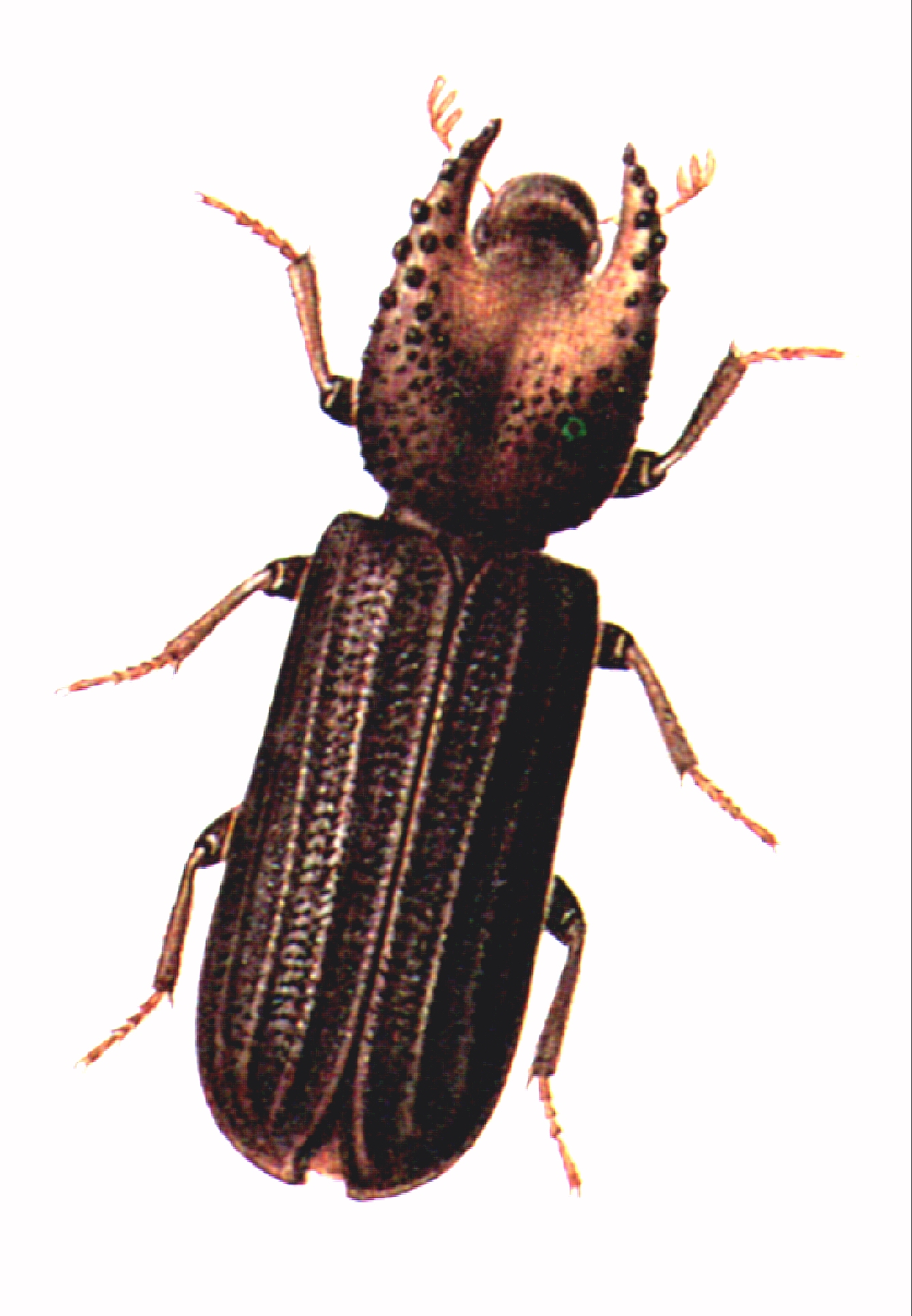
Bostrychoplites cornutus